# Musée de plein air de Seurasaari
 (février 2022).
Si vous disposez d'ouvrages ou d'articles de référence ou si vous connaissez des sites web de qualité traitant du thème abordé ici, merci de compléter l'article en donnant les références utiles à sa vérifiabilité et en les liant à la section « Notes et références ».
Le musée de plein air de Seurasaari (finnois : Seurasaaren ulkomuseo) est un  musée national de Finlande situé dans l'île de Seurasaari à Helsinki en Finlande,,.

## Histoire
L'artiste Akseli Gallen-Kallela et l'architecte Yrjö Blomstedt ont eu l'idée de sauver de la destruction de vieux bâtiments finlandais. Les musées à ciel ouvert étaient des idées en vogue à l'époque, et l'exemple le plus proche est le musée en plein air Skansen à Stockholm.
Le musée en plein air de Seurasarari a été fondé en 1909, lors du premier transfert de bâtiments de Konginkangas (Finlande centrale) à Seurasaari. Lors de ce transfert, un rôle très important a été joué par Axel Olai Heikel (fi), expert de l'ethnologie et de l'architecture vernaculaire, qui devint le fondateur d'un musée en plein air et son premier conservateur.
La plupart des bâtiments et des structures dans le musée sont des XVIIe, XVIIIe et XIXe siècles. On y trouve beaucoup de bâtiments agricoles en bois. L'un des premiers bâtiment à avoir été déplacé en 1909 est la ferme Niemelä de Konginkangas. Le bâtiment le plus ancien est l'église de Karuna, datant de 1686 et déplacée là en 1910.

## Collections
La collection du musée se compose actuellement de 87 bâtiments. Le musée est très populaire et est visité chaque année des dizaines de milliers de personnes.

## Fréquentation
L'île et le musée sont accessibles par le pont de Seurasaari.
Le musée est ouvert 4 mois de l'année en été et reçoit habituellement 50.000 visiteurs

## Galerie

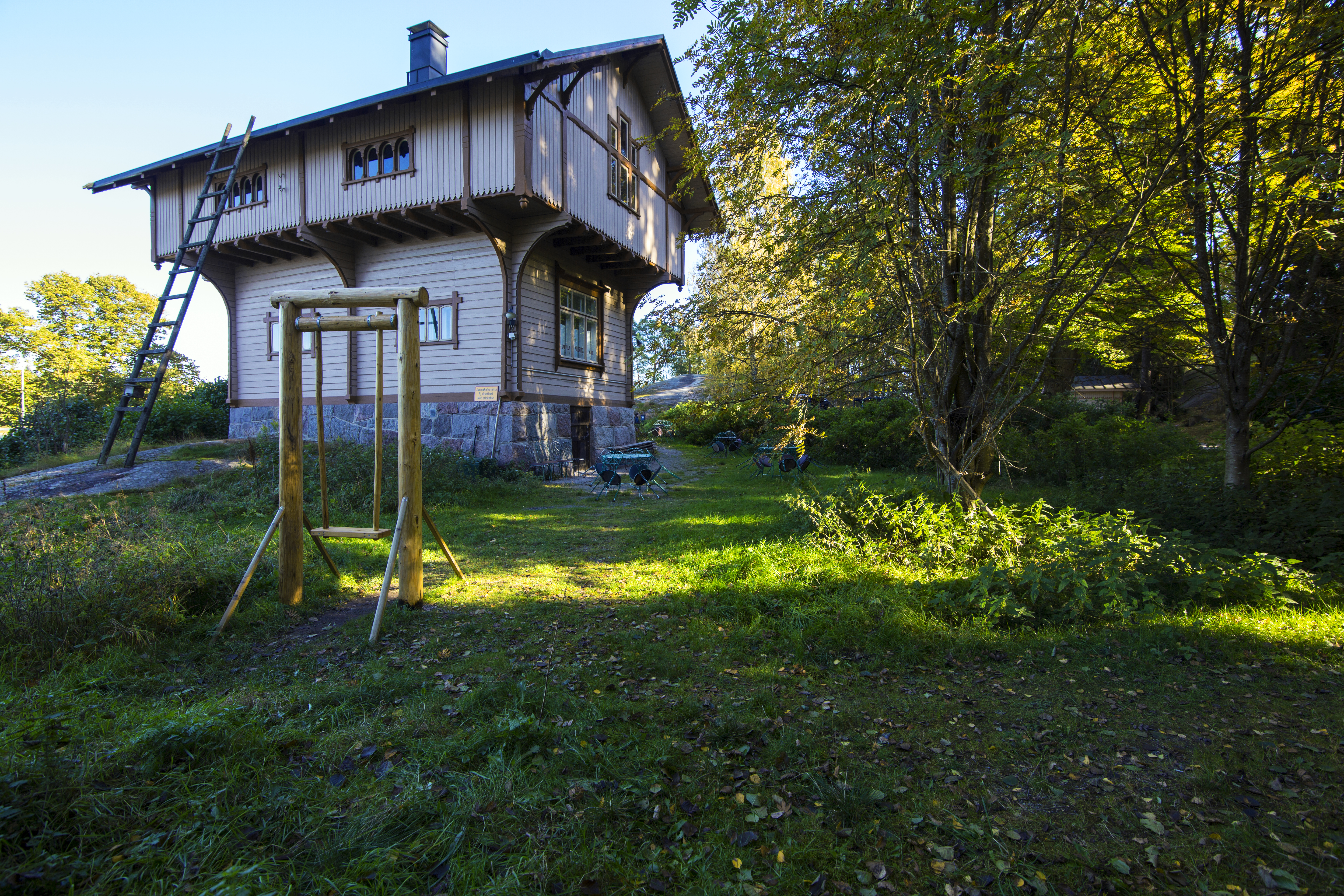
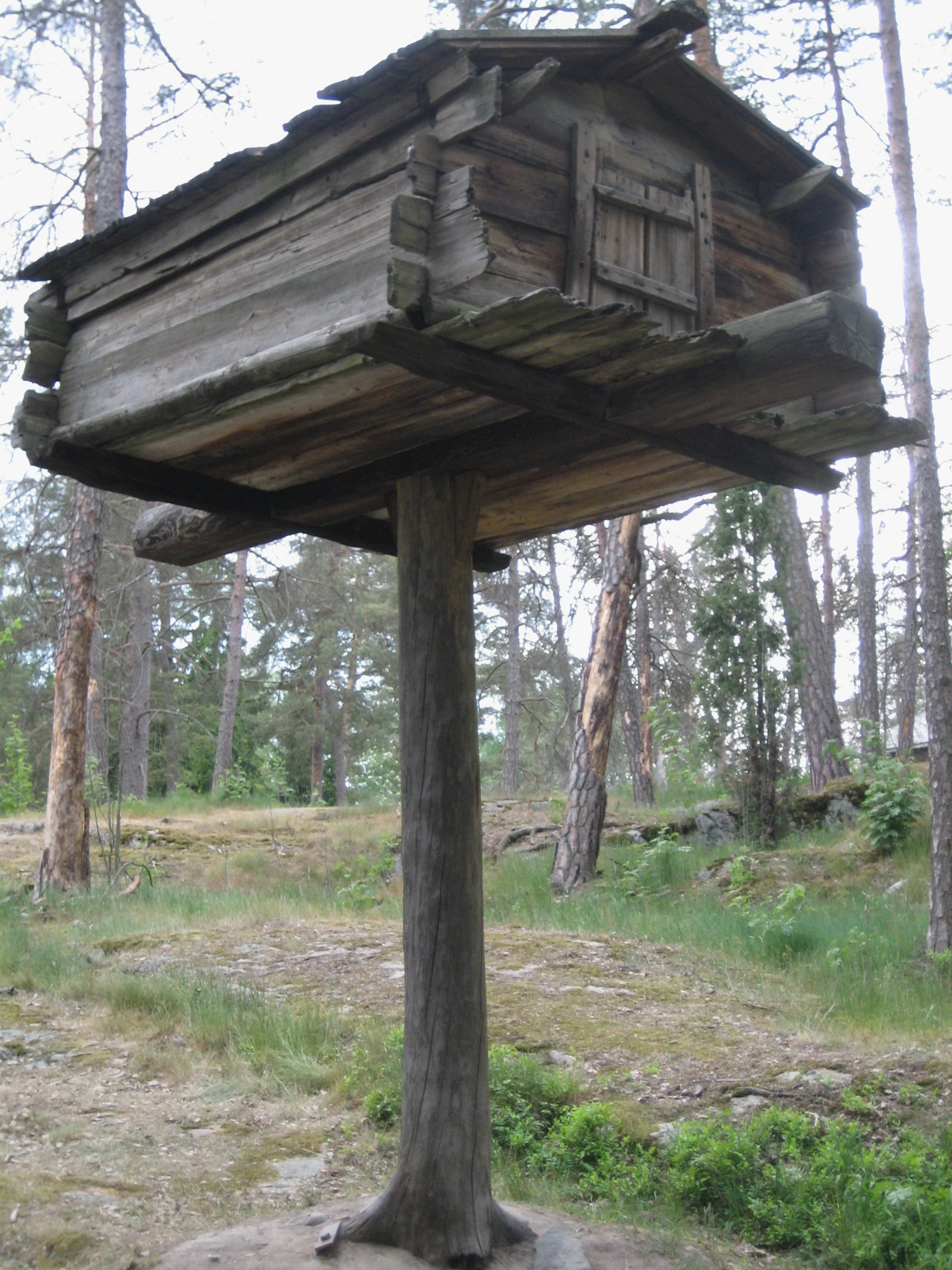
Cabane originaire de Petsamo
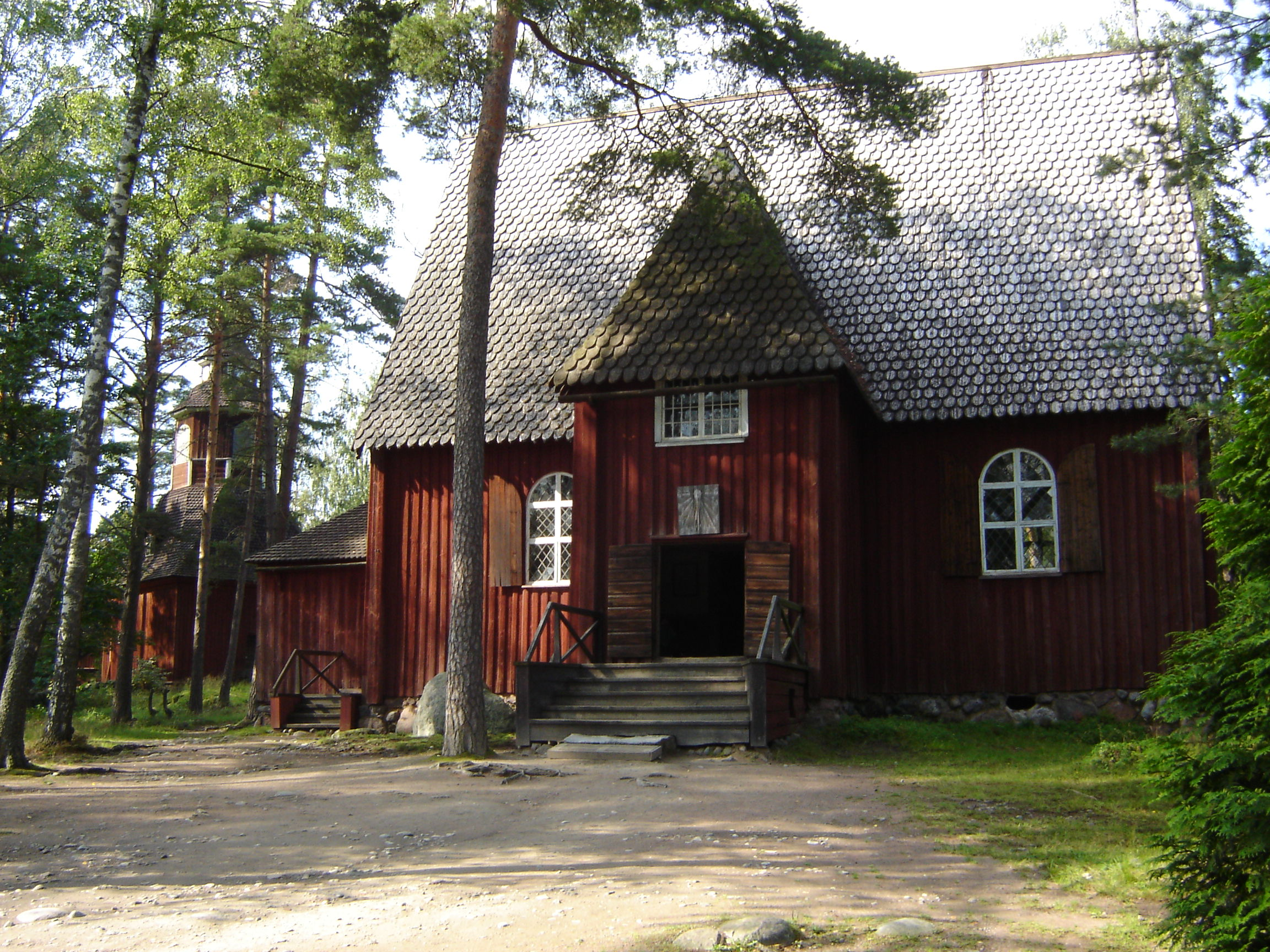
Église de Karuna
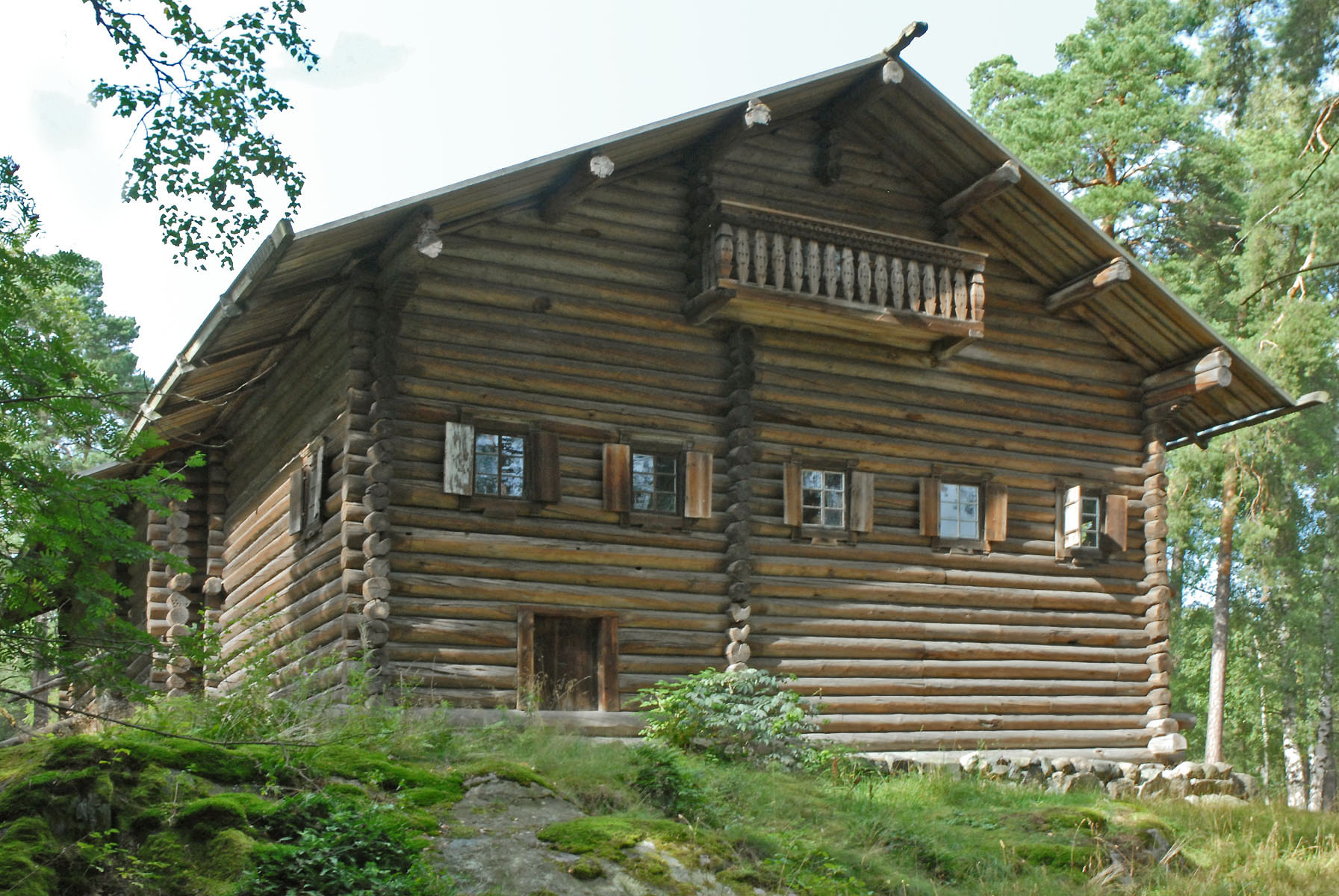
Ferme de Carélie
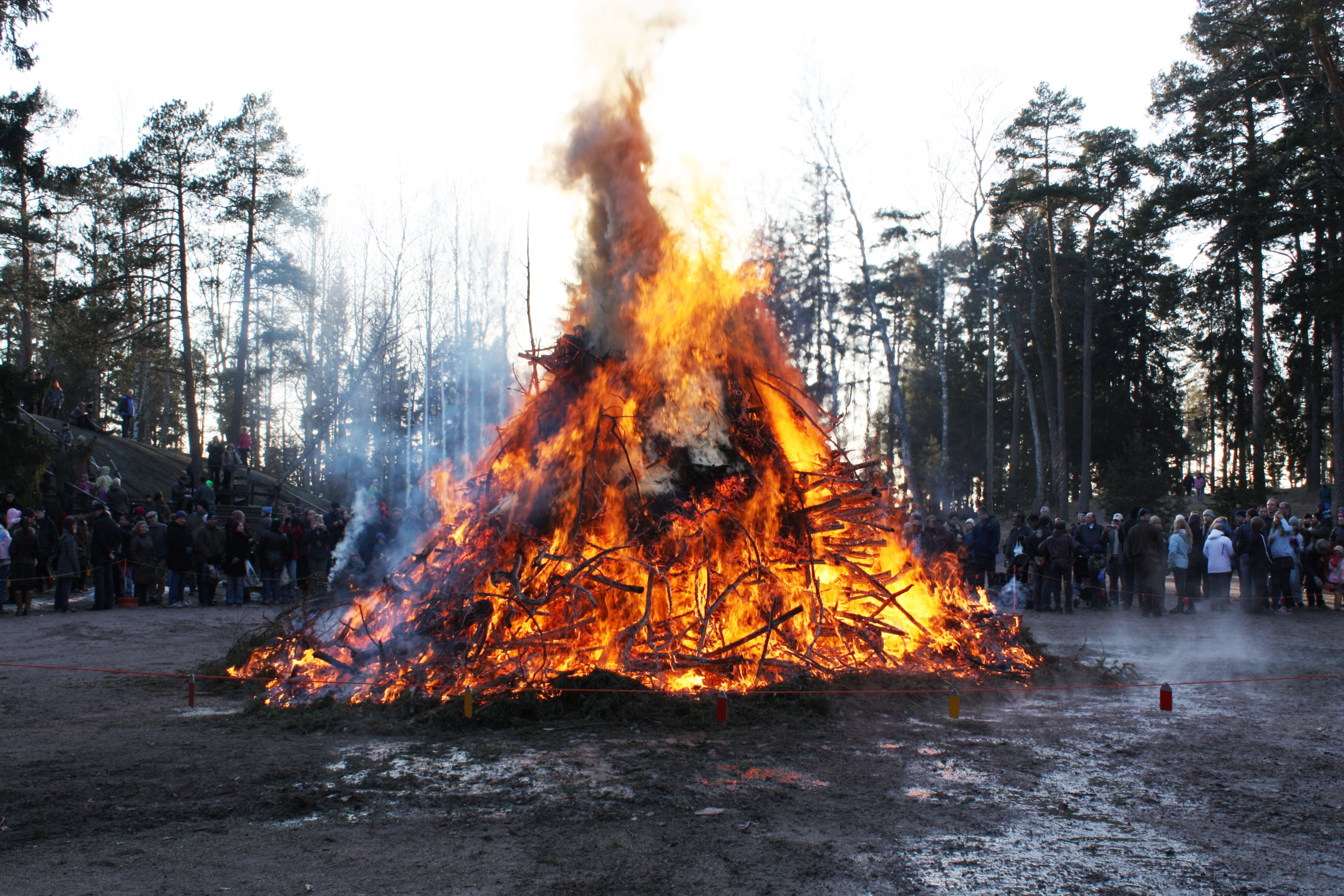
Feu de Pâques

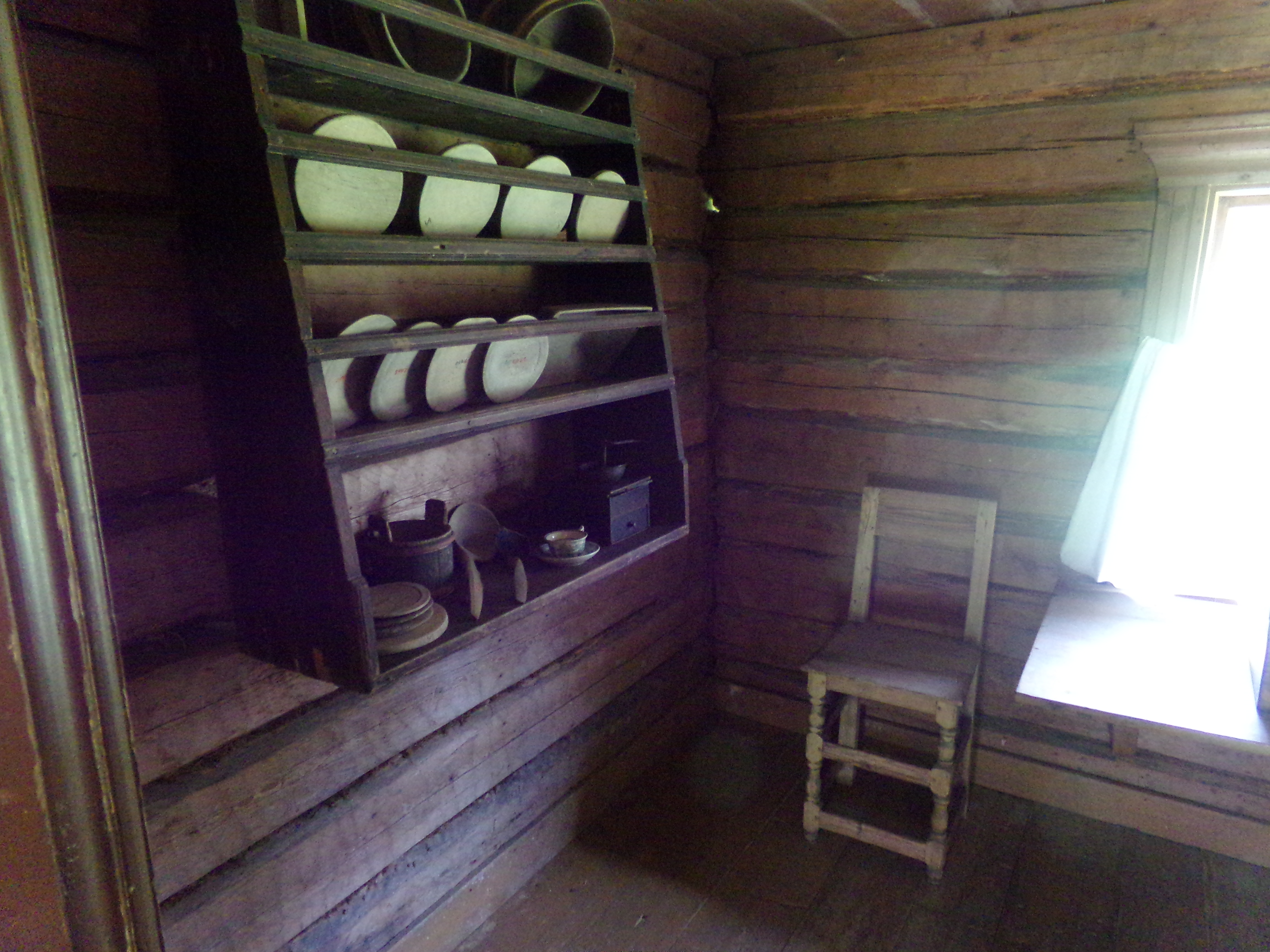
Intérieur ferme Antti
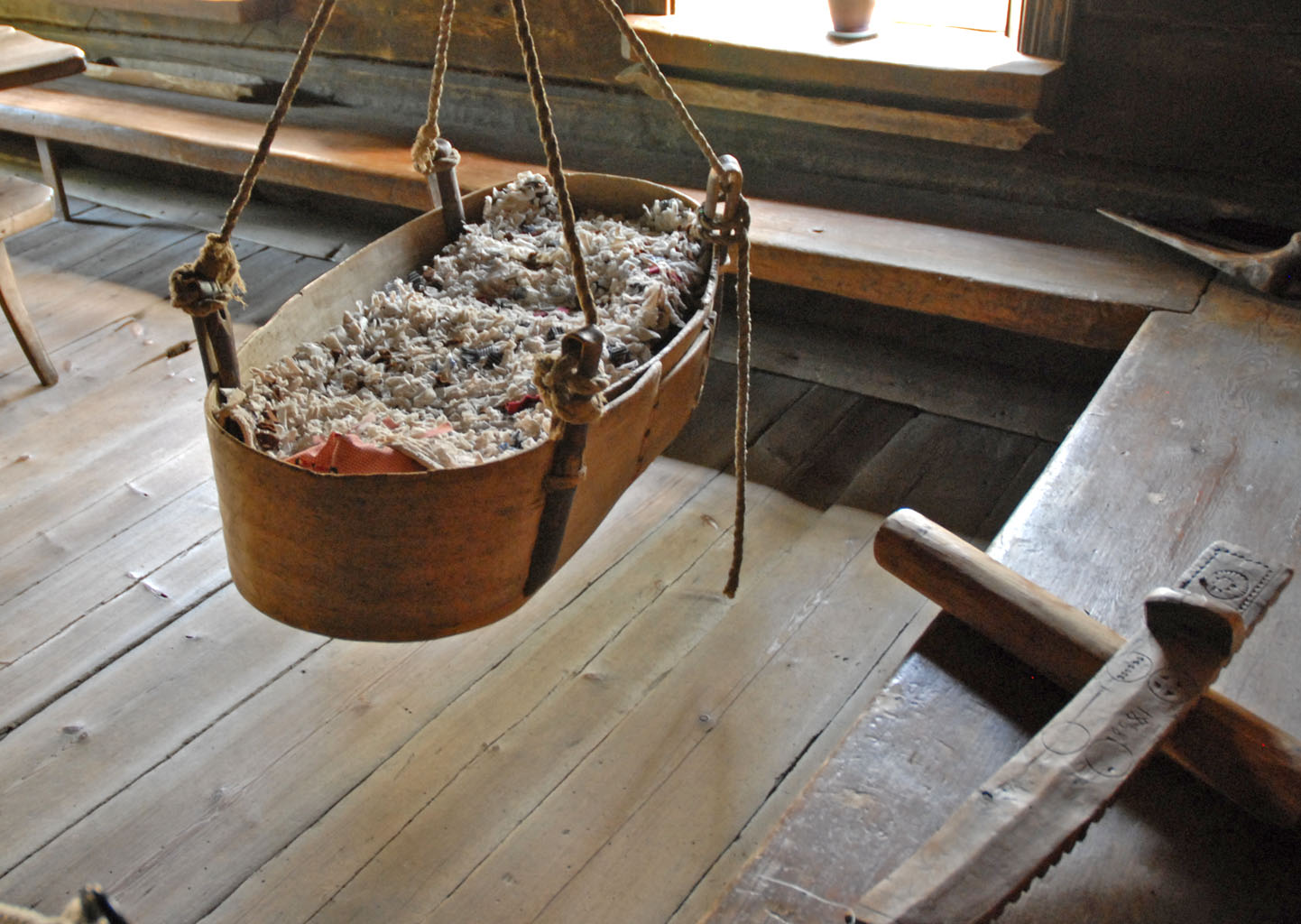
Intérieur d'une ferme de Carélie
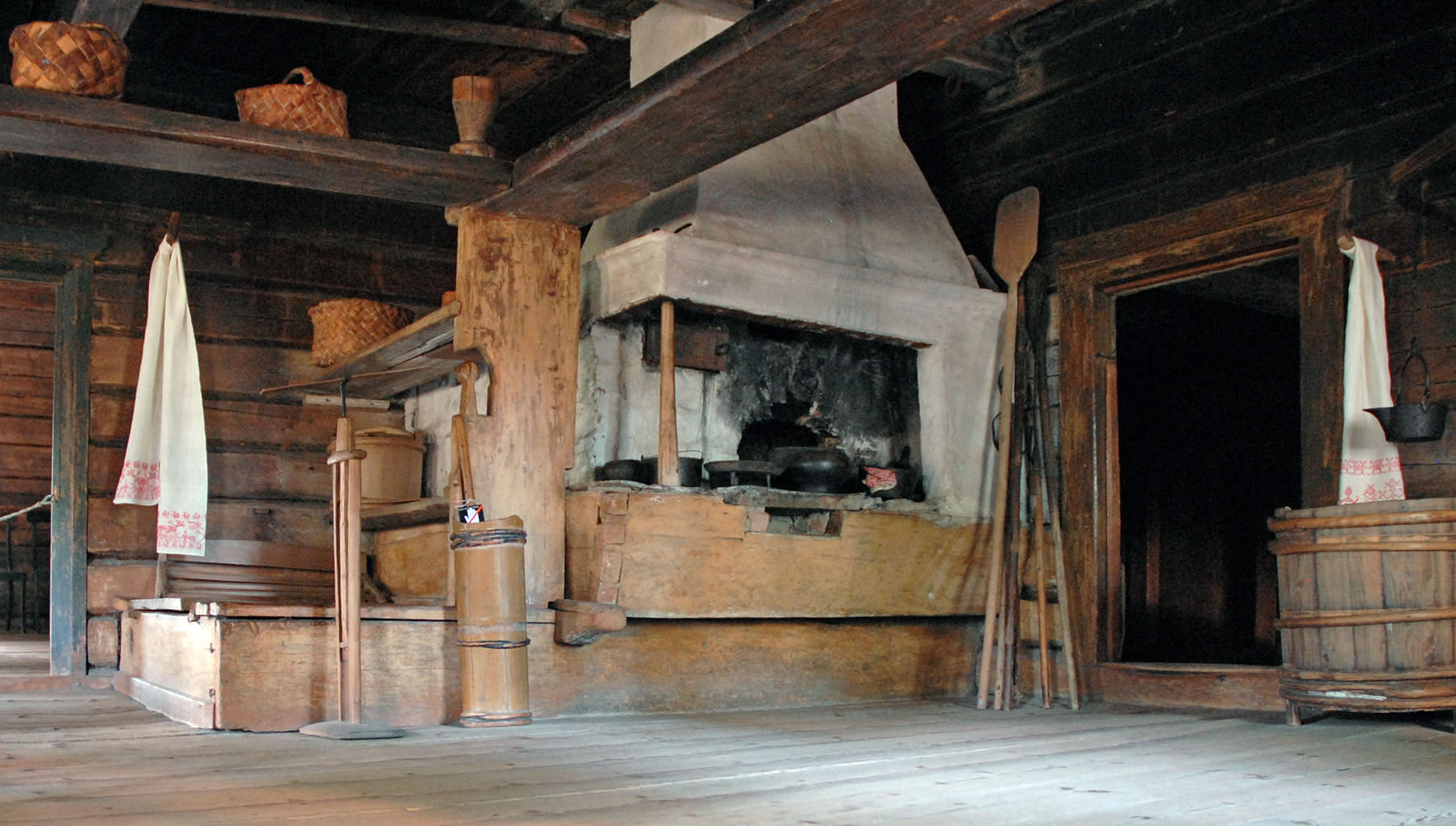
Intérieur d'une ferme de Carélie